# Cratere Polybius
Polybius è un cratere lunare di 40,81 km situato nella parte sud-orientale della faccia visibile della Luna.